# Heliotropium muelleri
Heliotropium muelleri är en strävbladig växtart som först beskrevs av Ivan Murray Johnston, och fick sitt nu gällande namn av Lyndley Alan Craven. Heliotropium muelleri ingår i Heliotropsläktet som ingår i familjen strävbladiga växter. Inga underarter finns listade i Catalogue of Life.